# Кубок Латвии по футболу 2008
Ку́бок Ла́твии по футбо́лу 2008 — 67-й розыгрыш Кубка Латвии по футболу.

## 1/32 финала
Группа «А» (Курземе, Земгале, Рига)
| Дата       | Хозяева                      | Счёт         | Гости          |
| ---------- | ---------------------------- | ------------ | -------------- |
| 20.04.2008 | Спартак (Юрмала)             | 3:2          | Озолниеки      |
| 20.04.2008 | Транзит (Вентспилс)          | 2:1          | Элви (Кулдига) |
| 20.04.2008 | Каугури/ПБЛЦ (Юрмала)        | 1:2          | УПТК (Лиепая)  |
| 20.04.2008 | Мерсрагс                     | 1:3          | Никарс (Рига)  |
| 20.04.2008 | Варавиксне/V.O.V.A. (Лиепая) | 3:0 (т. п.)1 | Талси          |
| —          | Селга (Лапмежциемс)          | 0:3 (т. п.)2 | Елгава         |

1 Футбольный клуб «Талси» не явился на игру в Лиепае.

2 Футбольный клуб «Селга» не смог обеспечить футбольное поле на матч.

Группа «Б» (Видземе, Латгале, Северо-Восток, Рига)
| Дата       | Хозяева              | Счёт         | Гости                   |
| ---------- | -------------------- | ------------ | ----------------------- |
| 19.04.2008 | МЕТТА/ЛУ (Рига)      | 10:0         | Кварцс (Мадона)         |
| 20.04.2008 | Виесулис (Рига)      | 3:1          | Албертс (Рига)          |
| 20.04.2008 | Доломитс (Плявиняс)  | 1:6          | Валка                   |
| 20.04.2008 | ОСЦ/ФК33 (Огре)      | 4:2 (д. в.)  | Динамо-Ринужи (Рига)    |
| 20.04.2008 | Сакрет Мантия (Рига) | 2:3          | ДЮСШ (Прейльский район) |
| —          | Айзкраукле           | 0:3 (т. п.)3 | Екабпилс                |

3 Футбольный клуб «Айзкраукле» не смог обеспечить футбольное поле на матч.

## 1/16 финала
| Дата       | Хозяева                      | Счёт        | Гости                   |
| ---------- | ---------------------------- | ----------- | ----------------------- |
| 26.04.2008 | Транзит (Вентспилс)          | 0:3         | МЕТТА/ЛУ (Рига)         |
| 26.04.2008 | Варавиксне/V.O.V.A. (Лиепая) | 2:3         | Екабпилс                |
| 26.04.2008 | Спартак (Юрмала)             | 2:0         | ДЮСШ (Прейльский район) |
| 27.04.2008 | Валка                        | 2:4         | Елгава                  |
| 27.04.2008 | УПТК (Лиепая)                | 1:4 (д. в.) | Виесулис (Рига)         |
| 27.04.2008 | Никарс (Рига)                | 3:2         | ОСЦ/ФК33 (Огре)         |

## 1/8 финала
| Дата       | Хозяева          | Счёт          | Гости                 |
| ---------- | ---------------- | ------------- | --------------------- |
| 30.04.2008 | Никарс (Рига)    | 0:9           | Рига                  |
| 30.04.2008 | Спартак (Юрмала) | 0:4           | Сконто (Рига)         |
| 30.04.2008 | Олимп/АСК (Рига) | 0:1           | Даугава (Даугавпилс)  |
| 30.04.2008 | Блазма (Резекне) | 0:0 (п. 10:9) | Динабург (Даугавпилс) |
| 30.04.2008 | Екабпилс         | 0:3           | Виндава (Вентспилс)   |
| 30.04.2008 | Виесулис (Рига)  | 0:13          | Металлург (Лиепая)    |
| 30.04.2008 | Елгава           | 0:2           | Вентспилс             |
| 30.04.2008 | МЕТТА/ЛУ (Рига)  | 1:3           | Юрмала                |

## 1/4 финала
| Дата       | Хозяева              | Счёт | Гости               |
| ---------- | -------------------- | ---- | ------------------- |
| 07.05.2008 | Вентспилс            | 3:1  | Металлург (Лиепая)  |
| 07.05.2008 | Сконто (Рига)        | 2:0  | Рига                |
| 07.05.2008 | Юрмала               | 3:0  | Блазма (Резекне)    |
| 07.05.2008 | Даугава (Даугавпилс) | 2:1  | Виндава (Вентспилс) |

## 1/2 финала
| Дата       | Хозяева   | Счёт | Гости                |
| ---------- | --------- | ---- | -------------------- |
| 21.05.2008 | Вентспилс | 2:1  | Сконто (Рига)        |
| 21.05.2008 | Юрмала    | 1:2  | Даугава (Даугавпилс) |

## Финал
| Дата       | Хозяева              | Счёт         | Гости     |
| ---------- | -------------------- | ------------ | --------- |
| 15.06.2008 | Даугава (Даугавпилс) | 1:1 (п. 3:0) | Вентспилс |

| 15 июня 2008         | \| Даугава (Даугавпилс) \| 1:1 (0:1, 1:1) (д. в.) протокол \| Вентспилс \| \| Шимич 79′ \| Голы \| Савченков 43′ \| | Стадион «Сконто», Рига Зрителей: 1800 Судья: Вадим Директоренко (Рига) |
| Даугава (Даугавпилс) | 1:1 (0:1, 1:1) (д. в.) протокол                                                                                     | Вентспилс                                                              |
| Шимич 79′            | Голы | Савченков 43′                                                          |

| Серия пенальти:         |     |                                    |
| Рындюк · Шимич · Руднев | 3:0 | Колесниченко · Дубенский · Зизилев |

| Обладатель Кубка Латвии 2008     |
| -------------------------------- |
| «Даугава» (Даугавпилс) 1-й титул |